# Harald Reinl

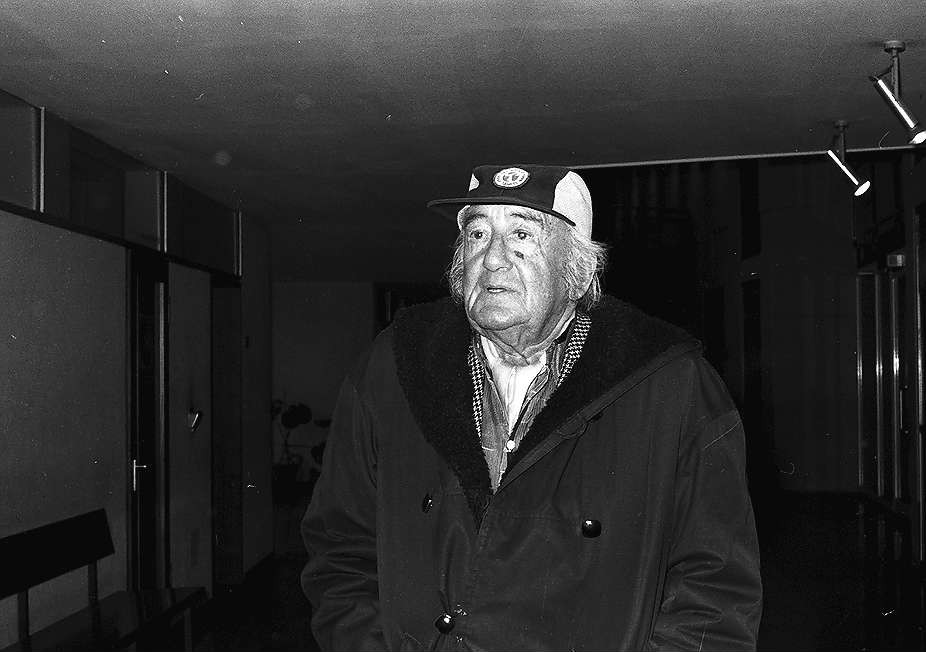
Harald Reinl als Zeuge bei der Unterlassungsklage von Leni Riefenstahl gegen Nina Gladitz, 1985

Harald Reinl (* 9. Juli 1908 in Bad Ischl, Österreich; † 9. Oktober 1986 in Puerto de la Cruz, Teneriffa) war ein österreichischer Filmregisseur, Drehbuchautor und Filmeditor. Sein Regiewerk umfasst mehr als 60 Titel. Mit seinen Edgar-Wallace- und Karl-May-Verfilmungen avancierte Reinl in den 1960er Jahren zu einem der erfolgreichsten Regisseure der deutschen Filmgeschichte. Allein mit den vier Karl-May-Filmen, die er zwischen 1962 und 1965 drehte, erreichte Reinl 32 Millionen Zuschauer.

## Leben
Reinl war ein Sohn des Salineningenieurs, Bergsteigers und Ski-Pioniers Hans Reinl und seiner Ehefrau Ida. Er hatte einen Zwillingsbruder namens Kurt.
Die Familie zog nach Rum bei Innsbruck. Reinl besuchte das Humanistische Gymnasium in Hall in Tirol. Nach der Matura nahm er ein Jurastudium an der Universität Innsbruck auf, das er am 1. Dezember 1934 mit der Promotion abschloss. Er war Mitglied des Akademischen Alpenklubs an der Universität. Anfang 1929 war er zusammen mit seinem Bruder Kurt auf Anregung des NSDAP-Gauleiters Heinrich Suske maßgeblich an der Gründung einer Hochschulgruppe des Nationalsozialistischen Deutschen Studentenbunds (NSDStB) an der Innsbrucker Universität beteiligt, da ihm der Alpenklub zu wenig politisch erschien. Im Mai 1929 wurde Harald Reinl von Baldur von Schirach zum „Führer“ der NSDStB-Hochschulgruppe Innsbruck ernannt. Die Brüder Reinl blieben bis 1932/1933 im NSDStB aktiv. Zum 11. Mai 1930 trat Harald Reinl der NSDAP bei (Mitgliedsnummer 196.565).
Reinl war ein hervorragender Skisportler. Er hatte bereits als Kind von seinem Vater das Skilaufen gelernt. 1929 wurde er österreichischer Hochschulmeister im Skilauf (Kombination aus Abfahrt und Skispringen). Anfang 1930 nahm er an den II. Akademischen Welt-Winterspielen in Davos teil und belegte dort sehr gute Plätze in allen alpinen Disziplinen: Abfahrt, Slalom und Skispringen. Bei den Alpinen Skiweltmeisterschaften 1931 in Mürren wurde er im Abfahrtslauf Achter (siehe Alpine Skiweltmeisterschaften 1931/Abfahrt Männer). Über die Presse wurde der Bergfilmer Arnold Fanck auf ihn aufmerksam und setzte ihn 1930 als Statisten in seinem Film Stürme über dem Mont Blanc ein, wo er unter anderem als Double für Leni Riefenstahl fungierte, die dort die weibliche Hauptrolle hatte. Auch in Fancks Film Der weiße Rausch – neue Wunder des Schneeschuhs wurde er, ebenso wie sein Bruder Kurt, als Statist eingesetzt.
Ab dem Winter 1934 arbeitete Reinl ebenso wie sein Bruder und Toni Ducia drei Jahre als Skilehrer und Skitrainer für den französischen Skiverband in Megève. Er trainierte unter anderem die französische Olympiamannschaft für die Olympischen Winterspiele 1936. Nach dem Anschluss Österreichs kehrte er zunächst nach Österreich zurück, wo er als Leiter des Ski-Clubs Arlberg im Gespräch war, nachdem der bisherige Leiter Hannes Schneider wegen seiner antinazistischen Einstellung abgesetzt und verhaftet worden war. Doch da fragte Gustav Lantschner, ebenfalls ein hervorragender Skiläufer und mittlerweile zusammen mit Leni Riefenstahl im deutschen Filmgeschäft, bei Reinl wegen eines Drehbuchs zu einem Kurzfilm an: Wildwasser, ein Film über Abenteuer beim Faltbootfahren. Lantschner fand Reinls Buchidee überzeugend und bot ihm die Co-Regie an. Sie drehten den Film gemeinsam im Sommer 1938 an Enns und Salza. Es folgte 1939 der Kurzfilm Osterskitour in Tirol, erneut mit Lantschner, gedreht im Zillertal und den Pitztaler Bergen, mit Hellmut Lantschner, Heinrich Harrer und Trude Lechle als Schauspielern. Diese beiden Sportfilme wurden von Riefenstahls Olympia-Film GmbH produziert, ebenso wie der Propagandafilm Bergbauern (1940) mit dem inzwischen bewährten Regieteam Lantschner/Reinl.
Nunmehr engagierte Riefenstahl Reinl als Regieassistenten für ihr Großprojekt Tiefland nach einer Vorlage des Opernkomponisten Eugen d’Albert (Tiefland). Anfang 1940 schrieben die beiden zusammen das Drehbuch. Riefenstahl sorgte dafür, dass zwei Einberufungsbefehle für Reinl umgehend zurückgenommen und dieser unabkömmlich gestellt wurde. Das „Endlosprojekt“ wurde vor Kriegsende nicht mehr fertig und konnte erst 1954 erstmals gezeigt werden. Im Zuge der Dreharbeiten wünschte Riefenstahl „spanisches“ Kolorit in der Besetzung der Statistenrollen, konnte aber wegen des Kriegs nicht in Spanien drehen. So verfielen Riefenstahl und Reinl auf die Idee, mithilfe eines Vertrags mit der SS Sinti als Komparsen aus dem Zwangslager Salzburg-Maxglan zu rekrutieren. Später kamen für den Berliner Teil der Dreharbeiten noch Insassen des Zwangslagers Berlin-Marzahn hinzu. Fast alle wurden später im Zigeunerlager Auschwitz ermordet. Riefenstahl hat später immer wieder behauptet, es habe sich nicht um KZs gehandelt, die Rekrutierung habe allein Reinl vorgenommen und sie habe nichts damit zu tun gehabt, die Komparsen seien bezahlt worden und sie hätten sie alle nach dem Krieg wiedergesehen. In zwei Prozessen 1949 und 1985 bestätigte Reinl diese Aussagen, die sich jedoch als unzutreffend erwiesen.
Zusammen mit seinem Bruder Kurt kaufte Reinl 1940 für 1000 Reichsmark die Burgruine Laudegg in Ladis, die er später als Drehort verschiedener Filme nutzte. Ab 1942 lebte er zunächst in Berlin, wo die Dreharbeiten an Tiefland weitergingen. Entweder in Berlin oder in Kitzbühel, wohin Reinl sowie die Tiefland-Crew schließlich vor den Bombenangriffen auswichen, lernte er vermutlich seine erste Frau kennen, Corinna Killisch-Horn (geborene Frank), die Witwe eines Zeitungsverlegers, die einen Sohn Michael aus erster Ehe hatte. Wahrscheinlich fand die Heirat 1946 statt. Kurz vor Ende des Krieges wurde Reinl noch für sechs Wochen zum Volkssturm nach Norditalien einberufen und kehrte unversehrt nach Kitzbühel zurück.
Nach Kriegsende lebte das Ehepaar Reinl zunächst teilweise von dem Besitz der Ehefrau, die ein Haus in Stuttgart verkaufen musste. 1948 konnte Harald Reinl schließlich zum ersten Mal selbstständig in einem Film Regie führen. Es war der Kurzfilm Zehn Jahre später, eine ambitionierte Produktion, die auf den Filmfestspielen in Venedig 1949 lief. Der Film zeigt zwei kriegsversehrte Skisportler, einen Briten und einen Österreicher, die auf verschiedenen Seiten im Krieg gekämpft haben, dabei schwer verwundet wurden und sich nun in Kitzbühel treffen: der beinamputierte Herbert Matt und der doppelt beinamputierte Sepp Zwicknagel, die dann mit ihren Beinprothesen wieder Ski fahren. Der Filmhistoriker Robert von Dassanowsky bewertete ihn als den „wahrhaft progressiven Film“ des Jahres, den ersten Film, in dem Behinderte die Hauptrollen spielten, und sprach von einer Mischung aus Bergfilm und neorealistischem Drama. Tyrone Power soll die Uraufführung in Kitzbühel gesehen haben und begeistert gewesen sein, wie eine zeitgenössische Filmkritik vermeldet. Josef Plesner und Hubert Schonger, die Produzenten des Films, engagierten Reinl gleich darauf für einen Lehrfilm über den Einsatz von Funkgeräten, und Reinl zeigte auch in diesem Kurzfilm das, was er kannte und konnte: Funk und Sport, nämlich Kletterer und Segelflieger im Wilden Kaiser.
Im Jahre 1949 stellte er als Regisseur seinen ersten Langfilm Bergkristall fertig, der bereits ein typischer Reinl-Film ist.
In Solange du lebst verherrlichte Reinl 1955 offen die Bombardierung der Spanischen Republik durch die „Legion Condor“. Später wurde Reinl insbesondere durch seine Edgar-Wallace- und Karl-May-Verfilmungen in den 1960er Jahren bekannt, aber auch bei zahlreichen Adaptionen von Jerry-Cotton-Romanen führte er Regie.
Reinl war vor allem für den naiven Erzählstil seiner Filme bekannt und verstand es meisterhaft, die Großartigkeit der Natur als Filmkulisse in seine Streifen einzubinden. Viele seiner Filme zeichnet eine romantische Atmosphäre aus. Seinen Karriere-Höhepunkt erreichte er bei den in den sechziger Jahren in Jugoslawien gedrehten Karl-May-Filmen. Da Reinl in seiner Jugend selbst begeisterter Karl-May-Leser war, erwies sich die Übertragung der Regieaufgabe durch den Berliner Produzenten Horst Wendlandt als Glücksgriff für die Serie.
Reinl drehte danach mit nachlassendem Erfolg noch verschiedene Abenteuerfilme, Komödien, Dokumentarfilme und zwei Teile der bisher letzten Ludwig-Ganghofer-Serie. Mit Die Nibelungen inszenierte er 1966 für den Produzenten Artur Brauner den bis dahin teuersten Film der Bundesrepublik Deutschland.
1976 wurde Reinl als Regisseur zusammen mit Pierre Brice als Hauptdarsteller von der damals noch im Aufbau befindlichen Freilichtbühne im sauerländischen Elspe für das Stück Der Schatz im Silbersee verpflichtet. Er konnte dem Stück durch seinen filmischen Inszenierungsstil wesentliche Impulse geben. Wegen Meinungsverschiedenheiten mit dem Veranstalter kam es allerdings zum Bruch, und er verließ die Bühne noch im selben Jahr.
Reinl war von 1946 bis 1950 mit Corinna Frank und von 1954 bis 1968 mit der Schauspielerin Karin Dor verheiratet. Ihr gemeinsamer Sohn Andreas wurde 1955 geboren und war schauspielerisch tätig.
Reinl starb, als er in seinem Haus, der Casa Daniela auf Teneriffa, während der Vorbereitungen für den Film Attila, der Mörderwolf von seiner dritten Frau, der ehemaligen tschechischen Schauspielerin Daniela Marie Delisová, im Streit erstochen wurde. Delisová galt als alkoholkrank.

## Auszeichnungen
- 1949 Internationale Filmfestspiele von Venedig für Zehn Jahre später
- 1964 Goldene Leinwand für Der Schatz im Silbersee
- 1964 Bambi für Der Schatz im Silbersee
- 1964 Goldene Leinwand für Winnetou 1. Teil
- 1965 Bambi für Winnetou 1. Teil
- 1965 Goldene Leinwand für Winnetou 2. Teil
- 1965 Goldmedaille der Deutschen Filmtheater
- 1966 Bambi für Winnetou 2. Teil
- 1966 Goldene Leinwand für Winnetou 3. Teil
- 1970 Filmfestival Triest 2. Preis für Erinnerungen an die Zukunft
- 1971 Academy-Award-Nominierung Oscar für Erinnerungen an die Zukunft
- 1983 21. internationaler Kinder- und Jugendfilmwettbewerb in Gijón: Platero (großer Preis) für „Im Dschungel ist der Teufel los“

## Filmografie (Auswahl)
- 1930: Stürme über dem Mont Blanc (Statist/Double)
- 1931: Der weiße Rausch (Statist)
- 1938: Wildwasser (Kurzfilm, Buch und Co-Regie)
- 1939: Osterskitour in Tirol (Kurzfilm, Buch und Co-Regie)
- 1940/54: Tiefland (Regie-Assistent)
- 1946: Wintermelodie (Regie-Assistent)
- 1948: Funk und Sport (Kurzfilm)
- 1948: Zehn Jahre später (Kurzfilm)
- 1949: Bergkristall
- 1950: Gesetz ohne Gnade
- 1951: Nacht am Mont Blanc
- 1952: Hinter Klostermauern
- 1952: Der Herrgottschnitzer von Ammergau
- 1953: Der Klosterjäger
- 1954: Rosen-Resli
- 1954: Der schweigende Engel
- 1955: Solange du lebst
- 1956: Ein Herz schlägt für Erika
- 1956: Die Fischerin vom Bodensee
- 1956: Johannisnacht
- 1957: Die Prinzessin von St. Wolfgang
- 1957: Die Zwillinge vom Zillertal
- 1957: Almenrausch und Edelweiß
- 1958: Die grünen Teufel von Monte Cassino
- 1958: U 47 – Kapitänleutnant Prien
- 1958: Romarei, das Mädchen mit den grünen Augen
- 1959: Der Frosch mit der Maske
- 1959: Paradies der Matrosen
- 1960: Die Bande des Schreckens
- 1960: Wir wollen niemals auseinandergehen
- 1961: Im Stahlnetz des Dr. Mabuse
- 1961: Der Fälscher von London
- 1962: Die unsichtbaren Krallen des Dr. Mabuse
- 1962: Der Teppich des Grauens
- 1962: Der Schatz im Silbersee
- 1963: Die weiße Spinne
- 1963: Der Würger von Schloss Blackmoor
- 1963: Winnetou 1. Teil
- 1964: Zimmer 13
- 1964: Winnetou 2. Teil
- 1965: Der letzte Mohikaner
- 1965: Winnetou 3. Teil
- 1965: Der unheimliche Mönch
- 1966: Die Nibelungen, 1. Teil: Siegfried von Xanten
- 1967: Die Nibelungen, 2. Teil: Kriemhilds Rache
- 1967: Die Schlangengrube und das Pendel
- 1968: Dynamit in grüner Seide (Jerry Cotton Fall Nr. 6)
- 1968: Der Tod im roten Jaguar (Jerry Cotton Fall Nr. 7)
- 1968: Winnetou und Shatterhand im Tal der Toten
- 1969: Todesschüsse am Broadway (Jerry Cotton Fall Nr. 8)
- 1969: Dr. med. Fabian – Lachen ist die beste Medizin
- 1969: Pepe, der Paukerschreck
- 1970: Erinnerungen an die Zukunft
- 1970: Wir hau’n die Pauker in die Pfanne
- 1971: Wer zuletzt lacht, lacht am besten
- 1971: Kommissar X jagt die roten Tiger
- 1971: Verliebte Ferien in Tirol
- 1972: Sie liebten sich einen Sommer
- 1972: Der Schrei der schwarzen Wölfe
- 1972: Grün ist die Heide
- 1973: Die blutigen Geier von Alaska
- 1973: Schloß Hubertus
- 1974: Ein toter Taucher nimmt kein Gold
- 1974: Der Jäger von Fall
- 1976: Erich von Däniken: Botschaft der Götter
- 1977: … und die Bibel hat doch recht
- 1978: Götz von Berlichingen mit der eisernen Hand (2nd Unit Regie)
- 1981: Sieben Weltwunder der Technik, Folge 1 bis 7 (TV)
- 1982: Im Dschungel ist der Teufel los
- 1986: Wöhlunds Rache (Co-Regie; HFF-Kurzfilm)
- 1986: Sri Lanka – Leuchtendes Land (wurde vom Produzenten fertig geschnitten)